# Astyanax angustifrons
Astyanax angustifrons är en fiskart som först beskrevs av Regan, 1908.  Astyanax angustifrons ingår i släktet Astyanax och familjen Characidae. Inga underarter finns listade.